# Сарт-Лобово
Сарт-Ло́бово (рос. Сарт-Лабово, башк. Һарт-Лабау) — село у складі Іглінського району Башкортостану, Росія. Входить до складу Уктеєвської сільської ради.
Населення — 423 особи (2010; 424 в 2002).
Національний склад:
- башкири — 99 %